# Districte de Krupina
El districte de Krupina - (eslovac) Okres Krupina - és un dels 79 districtes d'Eslovàquia. Es troba a la regió de Banská Bystrica. Té una superfície de 584,89 km², i el 2024 tenia 21.209 habitants. La capital és Krupina.

## Demografia
| Godina             | 1994   | 2004   | 2014   | 2024   |
| ------------------ | ------ | ------ | ------ | ------ |
| Nombre de persones | 23.046 | 22.674 | 22.636 | 21.209 |
| Diferència         |        | −1,61% | −0,16% | −6,30% |

| Godina             | 2023   | 2024   |
| ------------------ | ------ | ------ |
| Nombre de persones | 21.271 | 21.209 |
| Diferència         |        | −0,29% |

## Llista de municipis

### Ciutats
- Krupina
- Dudince

### Pobles
Bzovík | Cerovo | Čabradský Vrbovok | Čekovce | Devičie | Dolné Mladonice | Dolný Badín | Domaníky | Drienovo | Drážovce | Hontianske Moravce | Hontianske Nemce | Hontianske Tesáre | Horné Mladonice | Horný Badín | Jalšovík | Kozí Vrbovok | Kráľovce-Krnišov | Lackov | Ladzany | Litava | Lišov | Medovarce | Rykynčice | Sebechleby | Selce | Senohrad | Sudince | Súdovce | Terany | Trpín | Uňatín | Zemiansky Vrbovok | Žibritov